# Montsurvent
Montsurvent é uma comuna francesa na região administrativa da Normandia, no departamento Mancha. Estende-se por uma área de 8,32 km². Em 2010 a comuna tinha 344 habitantes (densidade: 41,3 hab./km²).